# Жыла, Вячеслав Вячеславович
Вячеслав Вячеславович Жыла (Слава Жыла) (род. 4 апреля 1986 в г. Чернигов, Украина) — украинский театральный продюсер, режиссёр, директор-художественный руководитель театра «Актёр». Заслуженный деятель искусств Украины (2021).

## Биография
Родился в Чернигове в семье режиссёра и актёра, заслуженного деятеля искусств Украины Вячеслава Николаевича Жылы. Мать — Александра Евгеньевна Жыла, заместитель директора Тернопольского академического областного драматического театра им. Т. Г. Шевченко. Младший брат — Александр Жыла — актёр театра и кино.
Высшее образование получил в Киевском университете театра, кино и телевидения им. И. Карпенко-Карого по специальности «Театральное искусство» (2008 год). В 2016 году закончил Киевский университет права по специальности «Правоведение». В 2017 — Международный институт менеджмента (МИМ-Киев) по специальности Master of Business Administration, Master of Public Administration.
Женат, воспитывает сына Фёдора.

## Театральная карьера
Работал в Национальном академическом театре русской драмы им. Леси Украинки заместителем начальника службы организации и обслуживания зрителей; был заместителем директора в театральном агентстве «Премьера».
«Я родился в театре за кулисами — я бы так это назвал. И это моя среда, мой кислород, энергия, благодаря которой я живу. Я всегда в театре и не представляю себя без него. И это уже не хобби и не профессия — это мой стиль жизни».
В 2013 году основал с партнерами театрально-концертное агентство «RB Group», которое за пять лет своей деятельности осуществило на ведущих киевских сценах около 150 спектаклей и концертов, среди которых собственные антрепризы с участием звёзд украинского театра, кино и телевидения (Владимир Горянский, Алексей Вертинский, Руслана Писанка, Ольга Сумская, Антон Мухарский, Валерий Харчишин, Гарик Корогодский, Александр Меламуд и другие), выступления в Киеве Михаила Ефремова, Андрея Макаревича, Криса Нормана, Дэна Маккаферти, Дэвида Нопфлера, Тима Оуэнса и других.
В 2016 году основал театральную школу «Сверхзадача», где актёрское мастерство преподают ведущие актёры киевских театров и украинского кинематографа. Художественный руководитель студии — народный артист Украины Алексей Вертинский.

### Театр «Актёр»
В мае 2017 года назначен директором и художественным руководителем театра «Актёр». В качестве первых шагов на новой должности был разработан манифест, которым театр руководствуется и по сей день. Развитие театра ведётся по четырём направлениям: Актёр. КЛАССИКА, Актёр. UNDERGROUND, Актёр. KIDS и Актёр. ДОМАШНИЙ ТЕАТР.
За первый месяц работы под руководством Славы Жылы, «Актёр» выпустил четыре премьерных спектакля: «Медведь» и «Предложение» по А. Чехову, «Бойцовский клуб» по Ч. Паланику, «Здравствуйте, я ваша тётушка» по Б. Томасу и «Двое на качелях» по У. Гибсону. На сцене театра выступают народные артисты Украины Ада Роговцева, Алексей Вертинский, Лариса Руснак, Людмила Смородина, Анатолий Гнатюк и актёры ведущих киевских театров.

## Режиссёрские работы
1. 2015 — «Номер тринадцать, или Олинклюзив» Р. Куни (антреприза)
2. 2015 — «Любовные истории для взрослых» Збигнева Ксенджика (антреприза)[8]
3. «Два анекдота на ужин» (антреприза)[9]